# Merapi (Ijen)
Ne pas confondre avec l'autre volcan javanais appelé Merapi, au centre de l'île
Pour les articles homonymes, voir Merapi (homonymie).
Le Merapi, également appelé Gunung Merapi, ce qui signifie en français « mont Merapi », est un volcan d'Indonésie situé sur l'île de Java, dans le massif volcanique de l'Ijen dont il est le point culminant avec 2 799 mètres d'altitude,.

## Géographie

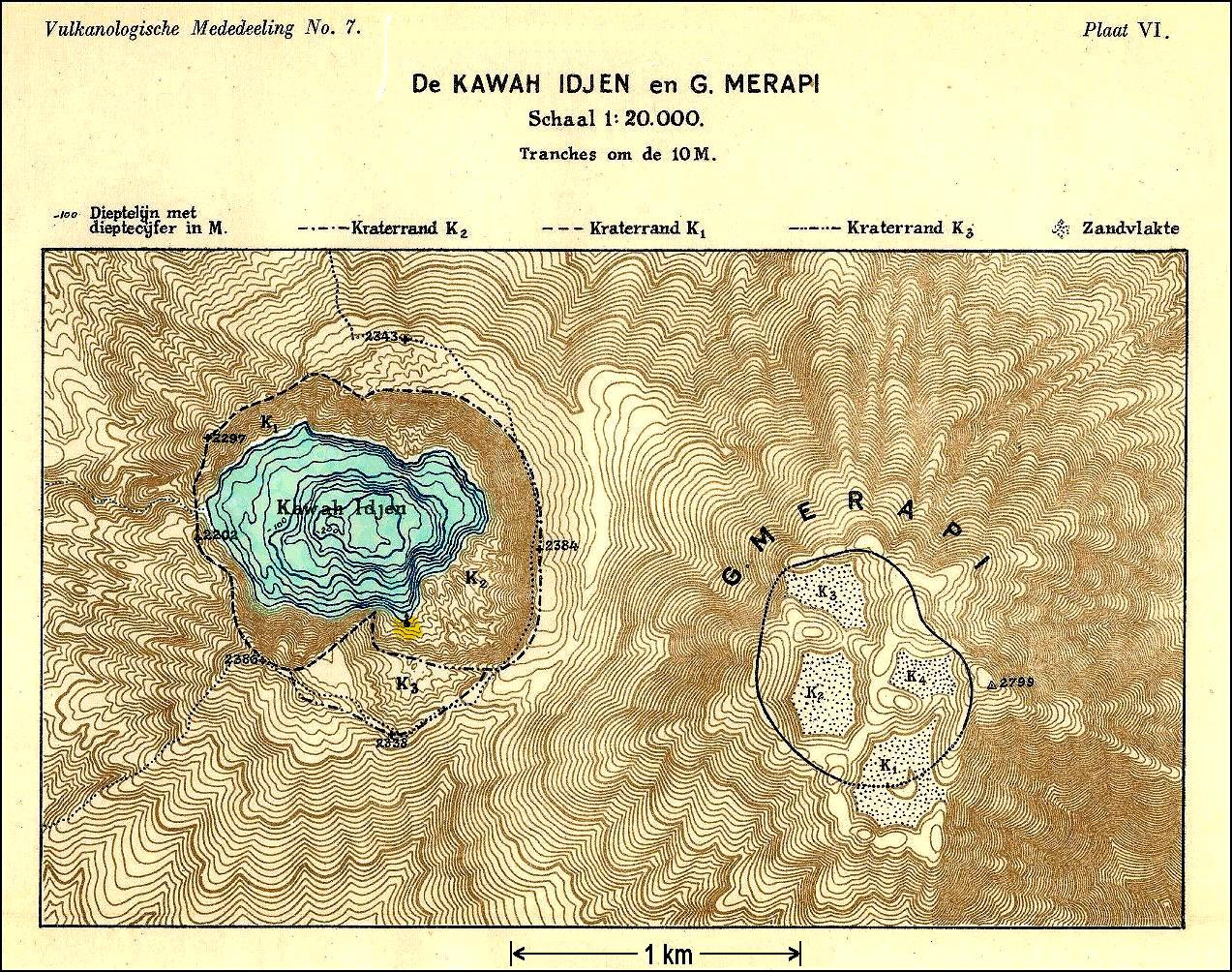
Carte de 1926 du Kawah Ijen et de son lac acide (à gauche) et du Merapi (à droite).

Le Merapi est situé en Indonésie, dans l'est de l'île de Java, dans la province de Java oriental, sur le rebord sud-est de la caldeira de Kendeng du massif volcanique de l'Ijen,. Il est entouré par le Kawah Ijen, son lac acide et la caldeira de Kendeng à l'ouest, le volcan Rante au sud-ouest ainsi que la ville de Banyuwangi et le détroit de Bali au sud-est.
Avec 2 799 mètres d'altitude, le Merapi est le point culminant de l'Ijen qui est constitué d'une caldeira et de plusieurs cônes et cratères volcaniques. Les pentes régulières donnant à ce stratovolcan sa forme conique sont flanquées à l'ouest par le cône et le cratère du Kawah Ijen.
Le Merapi appartient à la ceinture de feu du Pacifique et ses éruptions majoritairement explosives le classe parmi les volcans gris.

## Histoire
Le Merapi est postérieur à la caldeira de Kendeng qui s'est formée il y a 50 000 ans au cours d'une éruption volcanique qui a presque entièrement détruit le Old Ijen, l'ancien volcan de 3 500 mètres d'altitude formé pendant 250 000 ans. Le Merapi n'a pas connu d'éruptions au cours de l'Holocène, l'activité volcanique de l'Ijen se concentrant uniquement dans le cratère du Kawah Ijen tout proche,.